# بول جاكوبس
بول جاكوبس (بالإنجليزية: Paul E. Jacobs)‏ (و. 1962  م) هو رياضي أمريكي.

## التعليم
تعلم في جامعة كاليفورنيا، بركلي
.

## جوائز
حصل على جوائز منها:

IEEE Ernst Weber Engineering Leadership Recognition ‏